# Intersecció (geometria)

En aquest esquema, les rectes A, B i C s'intersequen en el punt O.

En geometria, una intersecció és el tall o conjunt de punts coincidents entre dos o més subespais d'un espai donat. La intersecció geomètrica és un cas particular d'intersecció de conjunts.
La dimensió de la intersecció de dos subespais sempre tindrà dimensió menor o igual a la dimensió del subespai més petit dels que intersequen.